# Zdzisław Tomyślak
Zdzisław Tomyślak (ur. 24 września 1946 w Poznaniu) – polski kajakarz, nauczyciel wychowania fizycznego, przedsiębiorca.

## Życiorys
Syn Józefa i Marii (z d. Samoleńskiej), ukończył Technikum Budowy Silników Okrętowych i AWF 1973, gdzie otrzymał tytuł magistra i uprawnienia trenera. Żonaty, ma troje dzieci. W latach 1959–1975 wyczynowo uprawiał kajakarstwo jako zawodnik Warty Poznań. Był członkiem kadry Andrzeja Niedzielskiego.
Olimpijczyk 1972 w Monachium w kajakach czwórkach (K-4) na 1000 m (osada odpadła w półfinale). Ośmiokrotny mistrz Polski.
Działacz i sędzia sportowy związany z klubem kajakowym Posnania. Jest jednym z założycieli Wielkopolskiego Stowarzyszenia Na Rzecz Osób z Niepełnosprawnością Intelektualną „Niepełnosprawni-Normalna Sprawa”-Poznań.

## Tytuły mistrza Polski
- K-1 4 × 500 m (1969)
- K-2 500 m 1967, 1969, 1970, 1971
- K-2 1000 m 1970, 1971
- K-4 10000 m (1972)